# 蒙特卡塞羅斯縣

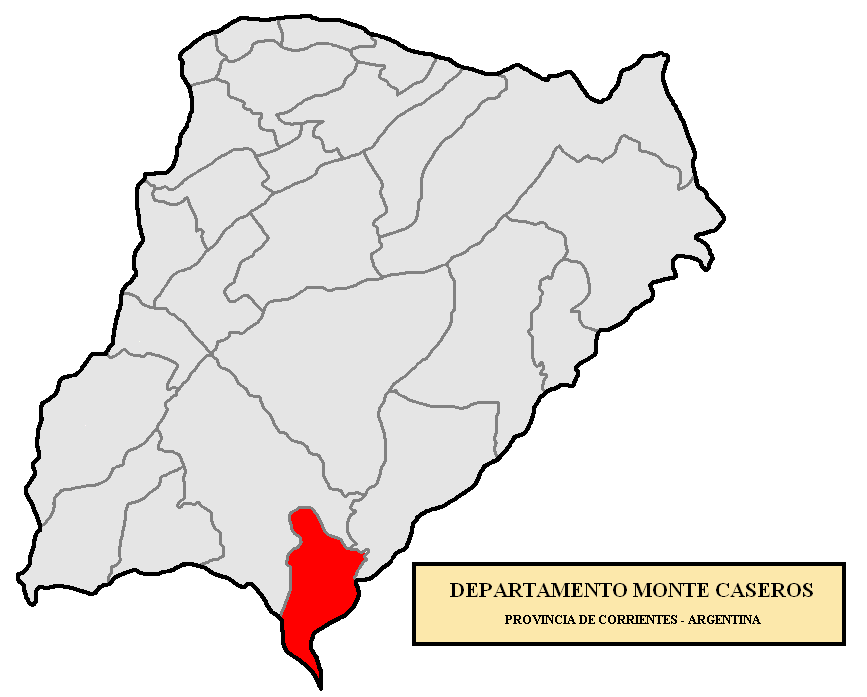

28°30′27″S 59°2′43″W / 28.50750°S 59.04528°W
蒙特卡塞羅斯縣（西班牙語：Departamento Monte Caseros），是阿根廷的縣份，位於該國北部科連特斯省，首府設於蒙特卡塞羅斯，面積2,287平方公里，2010年人口36,338，人口密度每平方公里15.89人。